# Clifford Brown and Max Roach at Basin Street
Albums de Clifford Brown-Max Roach Quintet
Clifford Brown & Max Roach
(1955) /
Clifford Brown and Max Roach at Basin Street est un album du trompettiste Clifford Brown et du Max Roach Quintet paru en 1956 sur le label EmArcy. Il est le dernier album du band formé par les deux musiciens et le seul avec le saxophoniste ténor Sonny Rollins. Ils sont accompagnés par le pianiste Richie Powell, qui effectue les arrangements sur la plupart des morceaux et par George Morrow à la contrebasse.

## Contexte
En 1954, Max Roach et Clifford Brown fondent un band dans lequel participe notamment Richie Powell et Sonny Rollins. Le band est à cette période reconnu sur la scène jazz et se produit durant deux années avant de se dissoudre brutalement à la suite des décès de Brown et Powell dans un accident de voiture en 1956, quatre mois après les enregistrements pour cet album.

## Titres
Le premier morceau, What Is This Thing Called Love? débute très lentement avec une introduction basée sur la répétition d'un unique accord pour progressivement faire apparaître la mélodie, chaque musicien effectuant ensuite ses solos. I'll Remember April est un morceau que le band joue régulièrement lors des répétitions. Le morceau Time est joué sur un rythme lent afin d'évoquer « le temps que passe un homme simplement à s'asseoir en prison, se demandant quand est-ce qu'il va sortir ».
| N°  | Titre                             | Compositeur                                             | Durée |
| --- | --------------------------------- | ------------------------------------------------------- | ----- |
| 1.  | What Is This Thing Called Love?   | Cole Porter                                             | 7:33  |
| 2.  | Love Is a Many-Splendored Thing   | Sammy Fain, Paul Francis Webster                        | 4:46  |
| 3.  | I'll Remember April               | Gene de Paul, Patricia Johnston, Don Raye               | 9:15  |
| 4.  | Step Lightly (Junior's Arrival)   | Benny Golson                                            | 3:33  |
| 5.  | Powell's Prances                  | Bud Powell                                              | 3:29  |
| 6.  | Time                              | Bud Powell                                              | 5:06  |
| 7.  | The Scene Is Clean                | Tadd Dameron                                            | 6:06  |
| 8.  | Gertrude's Bounce                 | Bud Powell                                              | 4:10  |
| 9.  | Flossie Lou                       | Tadd Dameron                                            | 3:56  |
| 10. | What Is This Thing Called Love? * | Cole Porter                                             | 8:24  |
| 11. | Love Is a Many Splendored Thing * | Sammy Fain, Paul Francis Webster                        | 3:48  |
| 12. | I'll Remember April *             | Gene de Paul, Pat Johnston, Patricia Johnston, Don Raye | 9:38  |
| 13. | Flossie Lou *                     | Tadd Dameron                                            | 4:01  |

Les titres marqués * sont proposés sur la réédition au format CD parue en 2002.

## Enregistrement
Les morceaux sont enregistrés au Basin Street East situé à New York, le 4 janvier (titres 4, 5 et 8) et le 16 février pour les autres (album référencé : EmArcy MG 36070).
| Musicien       | Instrument      |  | Équipe technique           |                   |
| -------------- | --------------- |  | -------------------------- | ----------------- |
| Clifford Brown | trompette       |  | Bob Shad                   | Producteur        |
| Sonny Rollins  | saxophone ténor |  | Richard Seidel, Paul Ramey | Préparation en CD |
| Richie Powell  | piano           |  | Kiyoshi Tokiwa             | Remastering       |
| George Morrow  | contrebasse     |  |                            |                   |
| Max Roach      | batterie        |  |                            |                   |

## Réception
L'auteur et critique Scott Yanow estime sur AllMusic la version éditée en CD comme « un classique du hard bop ».